# Menhir de Briangault
Le menhir de Briangault est un menhir situé à Sion-les-Mines, en France.

## Localisation
Le menhir est situé sur la commune de Sion-les-Mines, dans le département de la Loire-Atlantique.

## Historique
Le monument est classé au titre des monuments historiques en 1983.